# Tritt auf die Glaubensbahn
Tritt auf die Glaubensbahn (BWV 152) ist eine Kirchenkantate von Johann Sebastian Bach. Er komponierte sie in Weimar für den Sonntag nach Weihnachten und führte sie am 30. Dezember 1714 erstmals auf.

## Geschichte und Worte
Bach schrieb die Kantate im Jahr seiner Ernennung zum Konzertmeister am Hof von Johann Ernst von Sachsen-Weimar für den Sonntag nach Weihnachten. Die vorgeschriebenen Lesungen 1723 waren Gal 4,1–7 , „Durch Christus sind wir mündig und frei vom Gesetz“, und Lk 2,33–40 , die Worte des Simeon und der Hanna zu Maria. Das Evangelium schließt an den Gesang des Simeon an.
Der Kantatentext wurde vom Hofpoeten Salomon Franck verfasst, der ihn 1715 in Evangelisches Andachts-Opffer veröffentlichte. Das Evangelium bezieht sich auf Jes 8,14–15 , „ein Stein des Anstoßes und ein Fels des Ärgernisses“, und auf Ps 118,22 , „Der Stein, den die Bauleute verworfen haben, ist zum Eckstein geworden“. Der Dichter geht darauf ein, erwähnt, dass Gott den Grundstein gelegt habe und der Mensch daran keinen Anstoß nehmen soll. Jesus wird als der Stein angesprochen, der alle Edelsteine übertrifft. Der Kantatentext ist als Dialog zwischen Jesus und der Seele aufgebaut und endet mit einem Liebesduett.
Bach führte die Kantate am 30. Dezember 1714 erstmals auf. Eine erneute Aufführung fand vermutlich am 29. Dezember 1726 in Leipzig statt.

## Besetzung und Aufbau
Die Kantate ist gesetzt für zwei Vokalsolisten (Sopran und Bass), Blockflöte, Oboe, Viola d’amore, Viola da gamba und Basso continuo. Bach schrieb in die Partitur: „Concerto à 1 Flaut. 1 Hautb. 1 Viola d’Amour. 1 Viola da Gamba. Sopr. è Baßo coll’ Organo“.
1. Sinfonia
2. Aria (Bass): Tritt auf die Glaubensbahn
3. Recitativo (Bass): Der Heiland ist gesetzt
4. Aria (Sopran): Stein, der über alle Schätze
5. Recitativo (Bass): Es ärgre sich die kluge Welt
6. Duetto (Sopran, Bass): Wie soll ich dich, Liebster der Seelen, umfassen?

## Musik

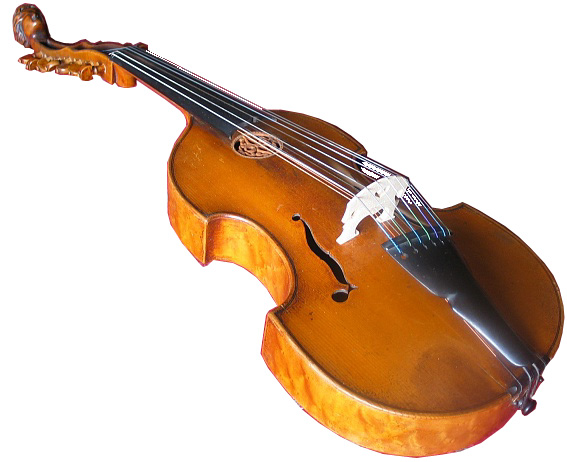
Viola d’amore

Die Kantate ist intime Kammermusik für nur zwei Gesangsstimmen (Sopran und Bass) und vier Soloinstrumente. Christoph Wolff beschreibt die „farbige und delikate Besetzung“. Die eröffnende Sinfonia in zwei Abschnitten erinnert an eine Französische Ouvertüre, wie sie Bach bedeutungsvoll einige Wochen zuvor in Nun komm, der Heiden Heiland, BWV 61 eingesetzt hatte. Das Thema der Fuge ähnelt dem in Bachs Orgelfuge BWV 536. Die Fuge ist eine der wenigen instrumentalen Fugen in Bachs Kantaten.
Die erste Arie wird vom Bass gesungen, der einlädt, die Glaubensbahn zu betreten. Er wird begleitet von einer obligaten Oboe und veranschaulicht das Bild der Bahn durch Skalenfiguren. Das Rezitativ besteht aus zwei Abschnitten, entsprechend der Gegenüberstellung „Böse Welt“ – „Seliger Christ“, in Rezitativ und Arioso. Die Worte „zum Fall“ wird durch einen Dezimensprung abwärts verdeutlicht. Die zweite Arie, vom Sopran gesungen, scheint wie ein Gebet. Der Mittelteil umfasst nur vier Takte, das Da capo ist verkürzt. Die Singstimme wird von Blockflöte und Viola d’amore begleitet.
Das abschließende Duett, ein gleichsam Liebesduett Jesu und der Seele, ist in Abschnitte aufgeteilt, die durch Teile des Ritornells gerahmt werden. Jeder Abschnitt enthält zunächst einen Dialog, dann einen Kanon als Abbild der Einheit.

## Einspielungen
LP/CD
- J.S. Bach: Kantaten 18 · 152. Jürgen Jürgens, Leonhardt-Consort, Agnes Giebel, Jacques Villisech. Telefunken, 1964.
- Bach Kantaten, Vol. 3: BWV 63, 40, 152. Diethard Hellmann, Bachorchester Mainz, Agnes Giebel, Jakob Stämpfli. DdM-Records Mitterteich, späte 1960er-Jahre?
- Die Bach Kantate Vol. 64. Helmuth Rilling, Gächinger Kantorei, Bach-Collegium Stuttgart, Arleen Augér, Wolfgang Schöne. Hänssler, 1976.
- J.S. Bach: Das Kantatenwerk, Folge 37: BWV 152–156. Nikolaus Harnoncourt, Concentus Musicus Wien, Solist des Tölzer Knabenchors, Thomas Hampson. Teldec, 1985.
- J.S. Bach: Kantaten. Jérôme Lejeune, Ricercar Consort, Greta de Reyghere, Max van Egmond. Teldec, 1985.
- J.S. Bach: Complete Cantatas Vol. 2. Ton Koopman, Amsterdam Baroque Orchestra, Barbara Schlick, Klaus Mertens. Antoine Marchand, 1995.
- J.S. Bach: Cantatas Vol. 5 – Cantatas from Leipzig 1723 – BWV 18, 143, 152, 155, 161. Masaaki Suzuki, Bach Collegium Japan, Midori Suzuki, Peter Kooij. BIS, 1997.
- Bach Edition Vol. 15 – Cantatas Vol. 14. Pieter Jan Leusink, Netherlands Bach Collegium, Ruth Holton, Bas Ramselaar. Brilliant Classics, 2000.
- Bach Cantatas Vol. 16: New York / For the Sunday after Christmas. John Eliot Gardiner, English Baroque Soloists, Gillian Keith, Peter Harvey. Soli Deo Gloria, 2000.
- Bach: Dialogue Cantatas · Dialogkantaten. Rainer Kussmaul, Berliner Barock Solisten, Dorothea Röschmann, Thomas Quasthoff. Deutsche Grammophon, 2007.